# راسيل الكسندر
راسيل الكسندر (بالإنجليزية: Russell Alexander)‏ هو ملحن أمريكي، ولد في 26 فبراير 1877، وتوفي في 2 أكتوبر 1915.

## وصلات خارجية
- راسيل الكسندر على موقع ميوزك برينز (الإنجليزية)
- راسيل الكسندر على موقع ديسكوغز (الإنجليزية)